# Carl Jonas Love Almqvist
För andra betydelser, se Almqvist.
Carl Jonas Love Almqvist (även Carl Jonas Lovis Almquist; på gravstenen Carl Jonas Ludvig Almquist och kallade sig under en period för Carl Westermann, född 28 november 1793 i Stockholm, död 26 september 1866 i Bremen, var en svensk författare, lärare, präst, romantisk ekonomikritiker, och tonsättare. Almqvist skrev i en rad olika genrer; såväl prosa, dramatik och lyrik, som andra, till exempel journalistik och läroböcker. En stor del av hans skönlitterära produktion samlades inom ramberättelsen Törnrosens bok. 
Almqvist växte upp på egendomen Antuna, vid Edssjön i nuvarande Upplands Väsby, några mil norr om Stockholm. Föräldrahemmet blev viktigt i hans skildringar, där olika platser är beskrivna med stark hemkänsla. År 1808 antogs han som student vid Uppsala universitet. År 1823 avslutade han allt han åtagit sig och reste för att leva ett idealiserat bondeliv i Värmland i Jean-Jacques Rousseaus anda. År 1824 gifte han sig med Anna Maria Andersdotter Lundström. År 1829 blev han rektor vid Nya Elementar. År 1839 blev han medarbetare i Aftonbladet, och kom därefter att försörja sig som journalist och författare, vilket, trots en riklig produktionstakt, blev svårt. Ekonomiska problem förde honom i händerna på procentare. År 1851 flydde han bekymren i Sverige och for till USA. Han anklagades bland annat för växelförfalskning och försök till arsenikförgiftning, men kunde inte lagföras i Sverige eftersom han befann sig i USA. Han gifte om sig utan att ha skiljt sig i Sverige. Därmed gjorde han sig skyldig till bigami. 
År 1865 lämnade han USA och reste till Tyskland. Han dog i Bremen året därpå, utan att ha återsett fäderneslandet.

## Biografi

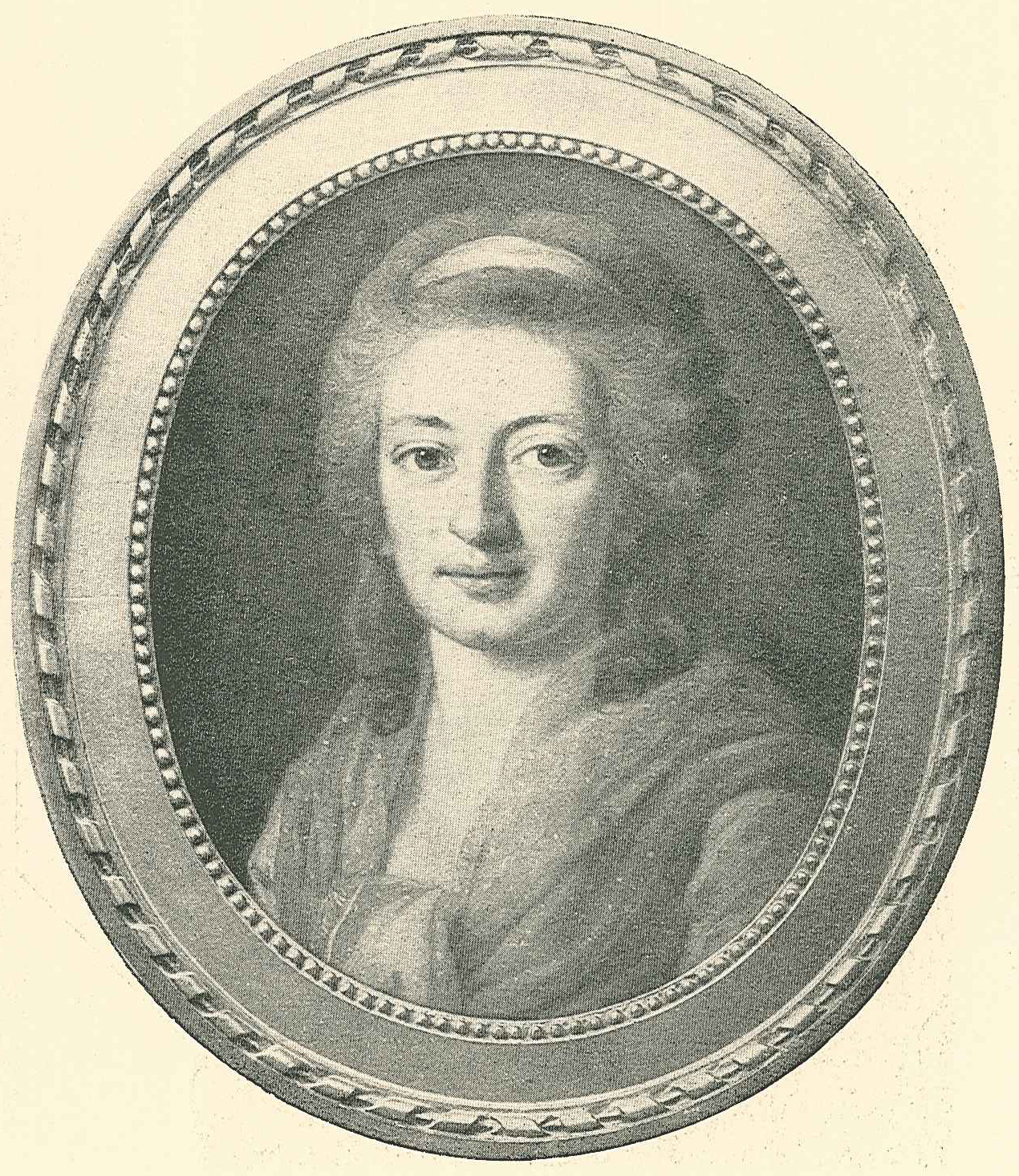
Almqvists mor Birgitta Lovisa Gjörwell målad av Per Krafft den äldre.

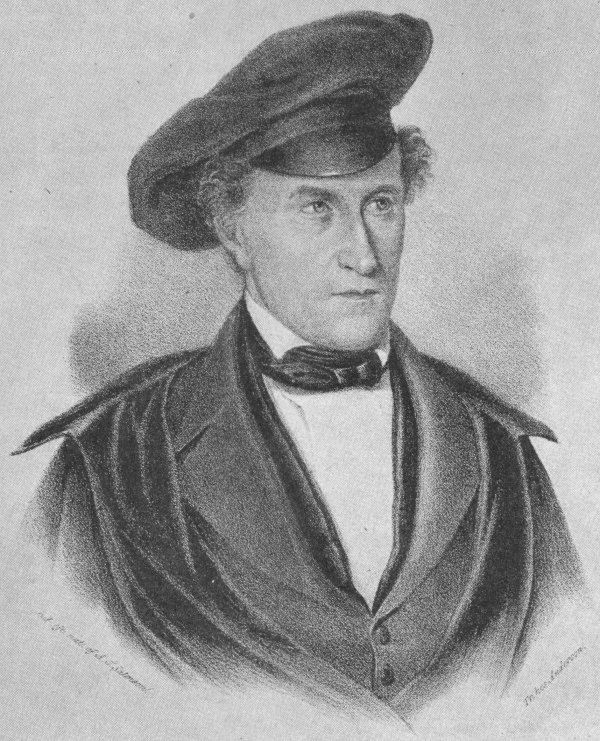
Carl Jonas Love Almqvist porträtterad 1843 i kalendern Nordstjernan.

Carl Jonas Love Almqvist var son till krigskommissarien Carl Gustaf Almquist (1768–1846) och Birgitta Lovisa Gjörwell (1768–1806), dotter till publicisten C.C. Gjörwell. Föräldrarna gifte sig 1791. Modern gick bort 1806 efter att länge ha varit sjuk och efterlämnade tre minderåriga barn.  
I morfadern hade Almqvist en outtröttlig främjare av de mångsidiga studieintressen, som Almqvist tidigt visade och som Gjörwell med sådan förtjusning omnämner i sina brev. Almqvists läsande och skrivlust utvecklades mycket under uppväxtåren. Fritiden tillbringade han ofta på herrgården Antuna i Eds socken, Uppland, där fadern var bosatt som lantbrukare.
Föräldrahemmet och dess omgivningar blev medelpunkten i hans geografi; till dem förlade han sedan gärna sceneriet i sina skildringar, där socknar, gårdar, vattendrag och andra platser oupphörligt nämns med stark hemkänsla och kärleksfullt förhärligande.  
Almqvist var ovanligt beläst och bildad för sin ålder och inskrevs 1808 som student i Roslags nation vid Uppsala universitet. Åren 1814–1820 hade han anställning hos Johan Hisinger som informator åt sonen Michaël som sedermera blev ryttmästare vid Adelsfanan. Familjen vistades vintertid i Stockholm, men om sommaren på sitt gods Fagervik nära Ekenäs i Finland. Samtidigt bedrev Almqvist egna studier och promoverades 1815 till filosofie doktor samtidigt med Atterbom, Palmblad och K. E. Fahlcrantz. 

### Resa till Värmland
Kort efter promotionen ingick Almqvist som extra ordinarie kanslist i ecklesiastikexpeditionen samt blev 1817 kopist och 1822 ordinarie kanslist i detta verk, där även Stagnelius arbetade. Emellertid tog han avsked från kanslitjänsten 1823 och flyttade i början av följande år till Värmland, för att leva ett idealiserat bondeliv. Tidigt påverkad av Rousseau, hans mors favoritläsning, hade Almqvist länge drömt om ett levnadssätt, som harmoniskt förenade ett liv i andakt och begrundan med kroppsarbete ute i naturen. 
Då han 1816 invalts i Manhemsförbundet, ett religiöst patriotiskt sällskap, samt blivit dess ordförande, utarbetade han en organisationsplan, vilken utgavs 1820. I denna plan hade han uttalat de idéer, som han nu tillsammans med två andra manhemsbröder, Johan August Hazelius och Jonas Wærn, försökte förverkliga. 
Från det i Köla socken belägna wærnska godset Skillingsfors köpte han sig för 1 000 riksdaler en hemmansdel, Gravsund, dit han lät flytta en vanlig bondstuga. I Skillingmarks kyrka i Värmland vigdes han 4 mars 1824 med Anna Maria Andersdotter Lundström (1799–1868), som uppfostrats på Antuna, där hon var barnflicka åt Loves halvsyskon. "Hon var då fjorton år", berättar Almqvist i ett brev till en vän. "Vår kärlek knöts och uppväxte – oansad, okänd såsom en enkel ros i en dunkel lund." Hon hade varit hans flickvän sedan 1812, fast en formlig trolovning ägde rum först 1823. Paret kom att få sonen Carl Ludvig Wilhelm (1825–1886) och dottern Maria Lovisa (1829–1893).
"Jag öfvergaf hela det konventionella lifvet", skrev Almqvist, "icke blott i litterärt afseende, utan ock i lefnadssätt, och nedsatte mig i en landsort, alls icke som herre, utan på ett ganska reelt åkerbrukarevis, utförande arbetet med egna händer." Han kallade sig "dannemannen Love Carlsson". 
Jordbrukets avkastning var emellertid otillräcklig att ge levebröd, och Almqvists kartritningar på hushållningssällskapets uppdrag fyllde inte bristen. Han kom snart underfund med att han saknade den sega ihärdighet som är nödvändig för den som ska plöja, skörda, hugga ved och bryta stubbar. Ett svårt streck i räkningen blev det också för honom när Jonas Wærn bröt laget för att bli bruksdisponent. Försöket med ideallivet måste ges upp, och redan 1826 återvände Almqvist till Stockholm, där han med nöd drog sig fram genom renskrivning, korrekturläsning och notskrivning.

### Rektor och präst
Genom vänners medverkan blev han 1829 anställd som vice lektor på Karlberg, och 1828 blev han lärare samt 1829 rektor vid den nyupprättade Nya elementarskolan i Stockholm. Som lärare var han under de första åren flitig och skicklig, elektriserande i sin undervisning och varmt fäst vid ungdomen. 
Han fann dock dagliga detaljarbetet vid sitt läroverk tråkigt. För att komma ifrån sin "rektorsträldom", förbättra sin ekonomi och kunna ägna mera tid åt sitt författarskap, såg han sig om efter en annan bana. Hastigt fattades hans beslut: han skulle bli präst. Han hoppas att snart få ett regalt pastorat, till vilket han såsom rektor hade extra ansökningsrätt. I strid mot sina vänners råd avlade han prästexamen. Det gick med glans, trots att han bara studerat inför examen i några veckor. Han prästvigdes sommaren 1837.
För den norbergska professuren vid Lunds universitet, i tyska, franska och engelska, med föreläsningsskyldighet i estetik, speciminerade han 1838, men hans språkvetenskapliga prestationer ansågs otillräckliga, och C.A. Hagberg erhöll tjänsten. Almqvist blev också förbigången vid tillsättandet av en kyrkoherdebefattning, vilket ledde till stor bitterhet mot samhället från hans sida.
Efter utgivningen av skandalromanen Det går an (1839), som kritiserade äktenskapet som institution, ansågs Almqvist olämplig som ungdomsledare. Man hade också den anmärkningen mot Almqvist att han vårdslösat sin lärarbefattning till den grad att han skrev skönlitteratur och läste korrektur under lektionstimmarna. Han tvingades alltså till avsked från sin rektorsbefattning. Även på den prästerliga banan låg naturligtvis hans åsikter om äktenskapet honom i fatet. Han blev varnad av Uppsala domkapitel och lyckades inte få någon befordran till pastorat utan fick hädanefter leva på att skriva böcker och tidningsuppsatser.

### Journalist
Almqvist började nu skriva i den liberala pressen. Sedan 1839 medarbetare i Aftonbladet, med fast tjänst från 1846, ägnade han sig från september 1841, då han lämnade sitt rektorat, vilket han på sista tiden inte skött väl, nästan uteslutande åt författarskap och journalistik. Som journalist skrev han såväl recensioner som artiklar i en rad ämnen. Flera verk som senare publicerades i bokform publicerades först som artiklar, som sträckte sig över flera månader. Här kan bland annat nämnas "Om svenska uppfostringsväsendet" (i Aftonbladet) och "Poesi i sak" (i Dagligt Allehanda och i "Monografi" 1844). Som journalist gick han också i polemik, mestadels anonymt, bland annat mot dem som kritiserat hans syn på äktenskapet och idéer som kvinnors rättigheter, framförda inte minst i Det går an (1839). Bland kritikerna i den så kallade Det-går-an-striden fanns bland annat August Blanche, vars oäkta börd Almqvist i stridens hetta anspelat på. Blanche utmanade då Almqvist på duell och när Almqvist inte lyssnade spottade August Blanche honom i ansiktet vid ett möte i Strömparterren. Detta väckte en enorm skandal och brukar omtalas som "dådet".

### Rättegång och landsflykt
Almqvists dåliga ekonomi drev honom till skuldsättning, och den drog i sin tur med sig allehanda riskabla affärstransaktioner. I slutet av 1840-talet försökte han få ihop en tillräcklig summa för att kunna köpa Aftonbladet, men lyckades inte. Den ekonomiska ställningen förvärrades alltmer under 1840-talet och förde honom slutligen i händerna på en illa känd ockrare, en ryttmästare Johan Jacob von Scheven, vilken Almqvist kom att involvera sig i affärer med. Detta skulle komma att visa sig ödesdigert. Den 11 juni 1851 lämnade han i hemlighet Stockholm, under förespegling att åka till Uppsala – men istället klev han ombord på en båt som förde honom till Örebro och därefter fortsatte han söderut. Han seglade på morgonen den 19 juni, under kraftigt oväder, från Helsingborg till Danmark och fortsatte via Bremen till USA. Samtidigt kom till allmänhetens kännedom att Almqvist blivit anklagad för  att tre gånger ha försökt förgifta von Scheven med arsenik. Dessutom anklagade von Scheven Almqvist för att ha stulit reverser, d.v.s. skuldsedlar, som utgjorde bevis på en skuld till von Scheven på sammanlagt 18 000 riksdaler; en summa motsvarande c:a 1,5 miljon kronor (2023 års penningvärde). När von Scheven upptäckte detta erbjöd sig Almqvist att skriva nya – men signerade dem O. Almgren (som Almqvist några dagar, på von Schevens begäran, senare skrev över med sitt rätta namn) och använde sig av ett sigill som han inte brukade använda annars. När det uppdagades att de första skuldebreven försvunnit ska Almqvist ha försökt förgifta von Scheven med arsenik vid åtminstone tre tillfällen. Några dagar efter flykten, och när polisundersökning inletts, hittades i en låst chiffonjé hemma hos Almqvist några promemorior, med hans handstil, som av allt att döma är minnesanteckningar där han på olika sätt försöker försvara sig mot anklagelserna (som det börjat ryktas om) och därmed förenade hypotetiska scenarier.

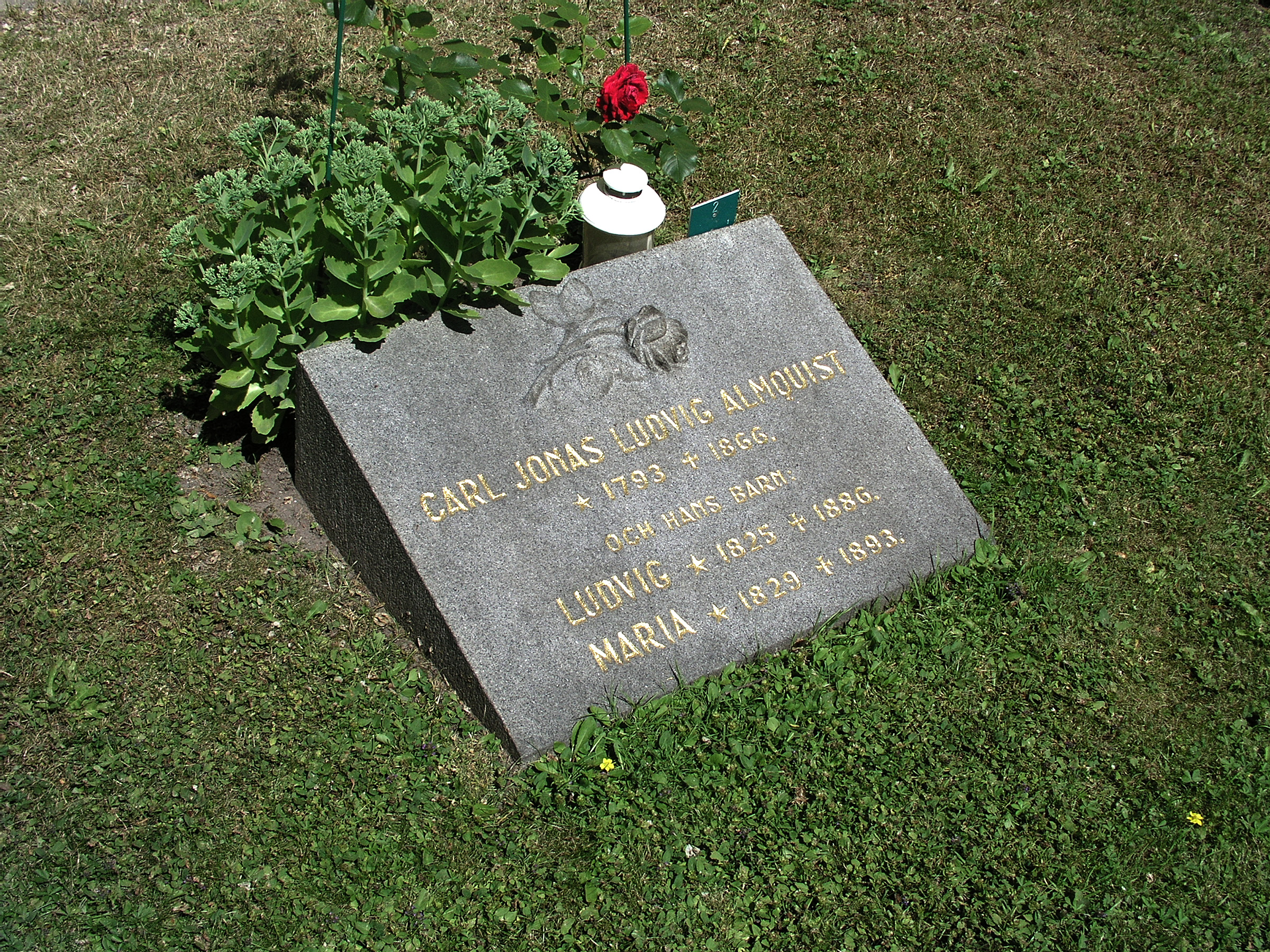
Almqvists gravsten vid Solna kyrka.

År 1852 hölls en rättegång mot Almqvist i hans frånvaro. Krigshovrätten uttalade i sin dom att den inte var fullt övertygad om Almqvists skuld. Trots detta blev han inte frikänd. I stället uttalade domstolen att den bevisning som presenterats mot Almqvist var "mer än halv bevisning" och lämnade därför frågan om Almqvists skuld åt framtiden. Däremot dömdes han år 1854 i ett konkursmål vid Stockholms Rådstufvurätt till att "ställas för en påle i halsjärn på torg att skämmas i två timmar och därefter straffas med arbete i någon kronans fästning i tre år". Dessutom fråntogs han samma år sitt prästämbete av Kungliga hovkonsistoriet.  
Den svenska pressen uttalade en häftig fördömelse över Almqvist och Folkets Röst lät trycka ett extrablad med titeln Går-an-presten. En annan åsikt framfördes i H.B. Palmærs artiklar. "Vidrigt var det", skrev P. G. Ahnfelt, "att se, hur alla litteraturens korpar slogo ned över den fallnes kadaver, hackande det bit för bit". Också Fredrika Runeberg, Johan Ludvig Runebergs maka, skrev till en vän: "Och så triumfera de åsnorna – jag kan ej bättre säga – och begripa icke, att de borde gråta blodiga tårar över den vanära, som träffat ett av deras grannaste namn!"
Frågan huruvida Almqvist verkligen var skyldig till giftmordsförsök och reversförfalskning har aldrig kunnat besvaras entydigt, men det finns mer som talar för att han var skyldig, särskilt vad gäller förfalskning av reverser (samt till att ha skrivit några anonyma brev som försöker lägga skulden på andra personer), än att han var oskyldig. De forskare som menar sig ha bevisat hans oskuld har byggt sina resonemang på att en konspiration mot Almqvist hade iscensatts från kungamakten och polisen, för att bli av med en obekväm radikal. Dessa resonemang har dock inte kunnat beläggas med annat än hypoteser och vidsträckta omtolkningar av befintliga dokument. 
I Nordamerika levde Almqvist under olika namn – bland annat Louis Gustave och Lewis Gustavi – oftast på resor och försörjde sig genom lektioner och skriftställeri. Han gifte sig med en 69-årig pensionatsvärdinna i Philadelphia och gjorde sig därmed skyldig till bigami. 
Hösten 1865 lämnade han Förenta staterna och begav sig till Tyskland, där han slog sig ned i Bremen. Sysselsatt med ivriga studier och ett omfattande metriskt arbete, det ofullbordat efterlämnade Om svenska rim, tillbringade han ett år där, och kallade sig professor Karl Westermann, vilket var namnet han bar när han dog.
Ensam och okänd dog han där 26 september 1866. "Hela hans åsyn", yttrade den sjukhusläkare som vårdade den för honom okände mannen, "utvisade en människa som genomgått de svåraste lidanden." Carl Jonas Love Almqvist begravdes på Heerdenthors Friedhof. Då graven där inte var tryggad, hemfördes hans stoft till Sverige och jordades i den Gjörwellska familjegraven på Solna kyrkogård hösten 1901. Verner von Heidenstam höll minnestalet över den döde.

## Verk
Almqvist skrev i en rad olika genrer, såväl skönlitterära, prosa, dramatik och lyrik, men även journalistik och läroböcker. En stor del av hans skönlitterära produktion samlades inom ramberättelsen Törnrosens bok.

### Tidiga verk
Trots den mångfald olikartade icke-litterära sysselsättningar, som upptog hans tid, blev Almqvists produktion större än bokmarknaden rådde med. En stor del av hans manuskript har likväl inte kommit i tryck, och av dessa är åtskilliga förkomna. De tidigaste bevarade arbetena av Almqvist skrev han under sin barndom. I tolv-trettonårsåldern bearbetade han partier av Odysséen på svenska, och något senare skrev han en paradoxal liten avhandling, av vilken läsaren borde "bädda en säng och däruti lägga sitt förnuft till hvila", som han själv uttrycker sig om den – alldeles samma framhållande av att hans verk inte vände sig till förståndet, som han långt senare uttryckte med orden: "man är på god väg att förstå vår auktor, så fort man öfvergifver att i sällskap med hans arbeten tänka på logik". 
Utgångspunkten för Almqvists spekulation och diktning var romantiken, och dess poesi hade utövat starkt inflytande på honom. Men han hade hämtat bildningselement från de mest skilda håll och undgick därigenom faran att alltför nära sluta sig till en bestämd skola. Tidigt försökte Almqvist att göra sin dikt till ett troget uttryck för sitt eget själsliv, oberoende av vittra maner, och hans självständighet i konstnärligt avseende är därför också synnerligen stor. Ingen svensk skald har så utförligt och upplysande som Almqvist redogjort för sin konstuppfattning och sitt sätt att dikta.
Almqvists första tryckta arbete är Försök till Hectors lefnad (1814), en liten satirisk dikt. Många av hans skrifter – kanske flertalet – särskilt de mera mystiska och romantiska, är skrivna långt före utgivandet, dels före, dels under hans Värmlandsvistelse; så är till exempel den först 1845 utgivna Murnis från början av 1820-talet. För kännedomen om hans utvecklingsgång och avfattningstiden för hans arbeten lämnar hans brevväxling med Atterbom och andra litterära personligheter viktiga upplysningar. 
I manuskript cirkulerade Almqvists arbeten bland vännerna, men i tryck kom endast föga till allmänhetens kännedom, såsom den lilla avhandlingen Vad är kärlek? (1816), den exotiska idyllen Parjumouf (1817), Handlingar till upplysning i Manhemsförbundets historia (1820), avhandlingen Om brottsliges behandling (i "Hermes" 1820), byggd på grundsatsen att "allt straff bör vara till förbättring" och uppmärksammad av dåvarande kronprins Oskar, samt de romantiska sagorna Guldfogel i Paradis (1821) och Rosaura (1822).

### Amorina

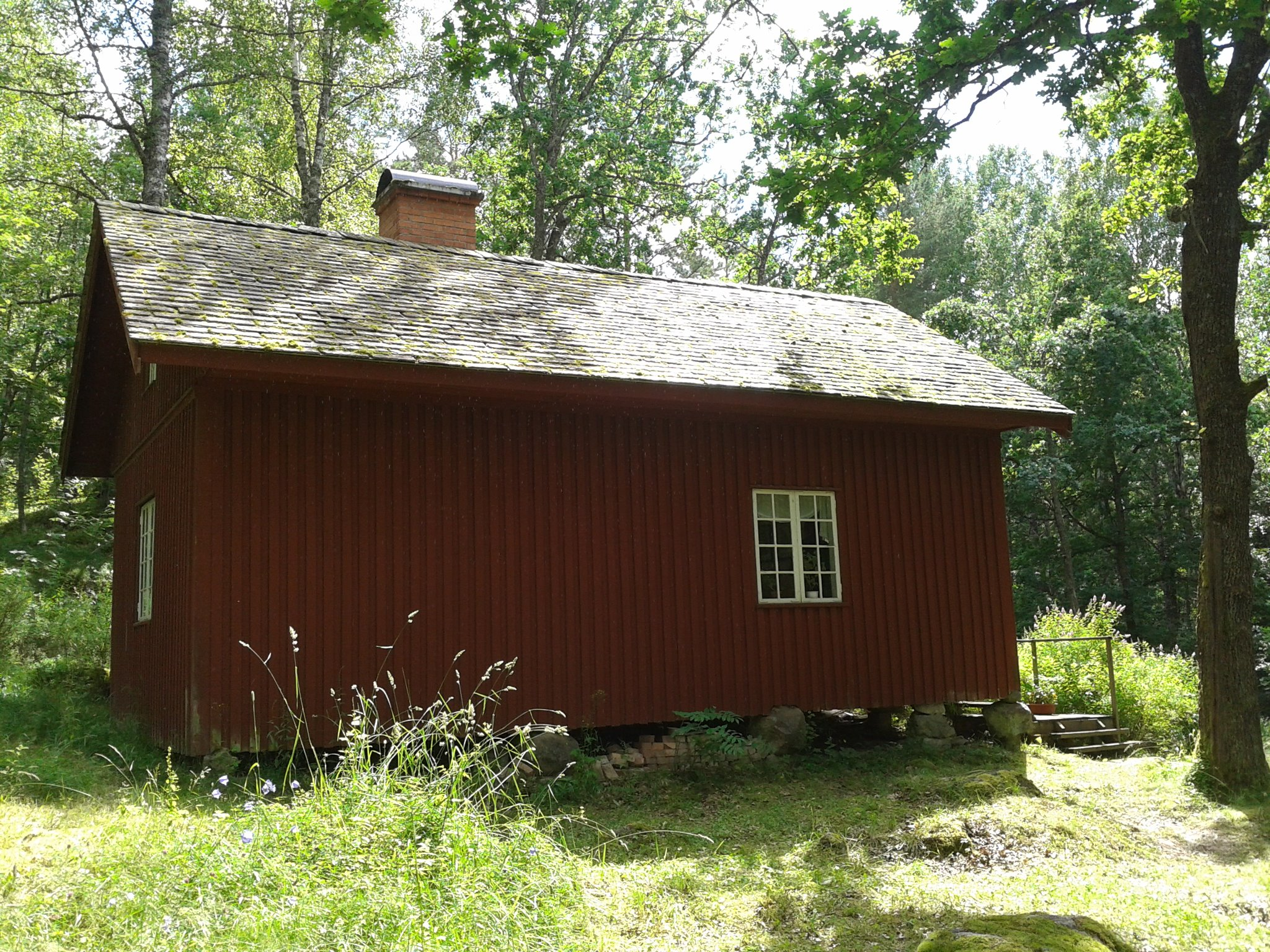
Den enkla stuga vid Graf utanför Åmotsfors där Almqvist levde under namnet "Love Carlsson". Han flyttade dit efter dispyten med sin farbror om Amorina år 1824 och bodde här till 1826. Här började han författa verken i "Törnrosens bok".

År 1822 trycktes läsdramat/romanen Amorina, men några lösa ark av denna bok föll i händerna på Almqvists farbror, biskop Erik Abraham Almquist, som absolut förbjöd bokens utgivande, varför Almqvist makulerade hela upplagan, och boken utgavs först 1839. Amorina är ett våldsamt angrepp på läran om viljans frihet, "en hvass värjudd ställd på mänsklighetens ömtåligaste nerv", som Almqvist själv kallade sitt verk; där framhålls, att brottslighet är en själens sjukdom, ofta ärvd, att människan måste handla så och så, eftersom hon, bestämd av det medfödda anlaget", vill så. Under en längre tid ville Almqvist inte offentliggöra något. Först 1829 framträdde han åter publikt, nu som läroboksförfattare.

### Törnrosens bok
På 1830-talet börjar Almqvist utgivandet av Törnrosens bok, som föreligger i två editioner. Den första utgör fjorton delar i 12:o (duodesformat) och utgavs 1832–1851 med den fullständiga titeln Fria fantasier, hvilka, betraktade som ett helt, af Herr Hugo Löwenstjerna stundom kallades Törnrosens bok, stundom En irrande hind. Den andra editionen kallades Törnrosens bok eller Fria fantasier, berättade på jagtslottet hos herr Hugo Löwenstjerna och utkom 1839–50 i tre delar i imperialoktav. Endast en mindre del av innehållet är gemensam för de båda editionerna. De viktigaste av de i Törnrosens bok intagna styckena är följande.
Inledningsberättelsen, Jagtslottet, lämnar den yttre ram, i vilken de olikartade delarna av Törnrosens bok infogas. Hos hovmarskalken herr Hugo Löwenstjerna på Jaktslottet i Närke samlas varje kväll hans konstnärligt begåvade och intresserade familj, och dess medlemmar föredrar av dem själva författade opus. Till Jaktslottet kommer även en originell enstöring, Richard Furumo på Råbäcken, som blir den förnämste berättaren. Längre fram instiftade herr Hugo en akademi, vars ledamöter författade uppsatser och uttalanden i allehanda frågor. Krönikan om slottets sällskap vidgade sig efter hand till en "hela världens roman"; enhetligheten och sammanhanget i Almqvists känslo- och tankeliv kom honom att betrakta all hans litterära gärning som en organisk helhet och Törnrosens bok som ett universalarbete, omfattande vitterhet och läroböcker likaväl som romaner och avhandlingar, om också endast vissa partier av hans produktion verkligen gavs ut under titeln Törnrosens bok. 
Till Jagtslottet sluter sig Hinden och Baron Julius K*, vari förekommer skildringar ur dåtida svenskt lantliv på samma gång som fina psykologiska undersökningar. Målaren prisar det enkla levnadssättet och det ärliga kroppsarbetet; den innehåller naturskildringar från Mälartrakterna, liksom den tragiska Skällnora Qvarn, en livlig allmogeberättelse med hemska och dystra partier. Kapellet, likaledes en folklivsskildring, är Almqvists kanske mest harmoniska och rörande novell. I Aramintha May briljerar Almqvist med sin ypperligt individualiserade brevstil. Det går an är en klassiskt enkel, åskådlig och realistisk berättelse ur medelklassens liv, med tendens emot de bestående formerna för äktenskapet. Silkesharen på Hagalund och Purpurgrefven, uttänjda till alltför stor bredd, gör propaganda för moderna sociala idéer. Colombine skildrar, hur en fallen kvinna höjs genom en mans kärlek. Urnan och Palatset fängslar genom sin originella fantastik, men utgör i grunden angrepp på eders oupplöslighet och löftens bindande helgd. Legenden Skönhetens tårar, självbekännelsen Skaldens natt och den rytmiskt sköna Murnis (eller "De dödas sagor"), av Swedenborg påverkade drömmar om livet efter detta, de sagoaktiga Mythopoiesis i nyromantisk och Sviavigamal i mera götisk anda är alla rena inbillningsspel. Från de första kristna tiderna är ämnet taget till Melia. 
Svensk medeltidshistoria har gett stoffet till "romaunten" Hermitaget och tiden efter Gustav III:s mord till Drottningens juvelsmycke, båda större kompositioner, i vilka man finner spännande händelseutveckling, egendomliga sinnesintryck och stark tidsstämning. Den sistnämnda har den originella "androgyna" figuren Tintomara. Dramatisk form har Godolphin eller de tre herrarne Beaumanoir, skriven på alexandriner och skildrande Ninon de l'Enclos, Ramido Marinesco, en självständig fortsättning på Don Juansagan, med beundran granskad av Runeberg, sorgespelet Signora Luna, som Atterbom satte mycket högt och som skildrar en kvinnlig helgongestalt, det mystiskt kristna Isidoros af Tadmor och dess fortsättning Marjam, som bland annat har en parodi på Paulus brevstil, och det till antiken förlagda Svangrottan på Ipsara. I versform är Schems-el-Nihar, med ämne från Afrika, och Arthurs jakt, som hänför sig till sagokretsen om kung Artur av runda bordet, Vargens Dotter, en gripande allmogehistoria från Sverige, samt Songes, ett antal korta dikter, till vilka Almqvist själv komponerat musik.
Andra arbeten är religiösa uppbyggelseskrifter som Arbetets ära, ofta omtryckt som folkskrift, och Hälsans evangelium; folkpsykologiska som den briljanta teckningen av svenskt folklynne och svensk natur i Svenska Fattigdomens betydelse, sociala och politiska som Europeiska missnöjets grunder, den halvt som satirisk fantasi skrivna Ormus och Ariman, Prestens ställning, litterära som Dialog om Sättet att sluta Stycken och den efter Molière efterbildade, i replikskiften givna Den sansade kritiken. Utanför Törnrosens bok faller den definitiva upplagan av Amorina (1839) och ett knippe folkskrifter 1839–40, bland dem Grimstahamns nybygge och Ladugårdsarrendet, allmogeberättelser med ekonomiskt uppfostrande tendens.
Den postumt utgivna Om svenska rim ingår förstås inte heller i Törnrosens bok.

### Det går an

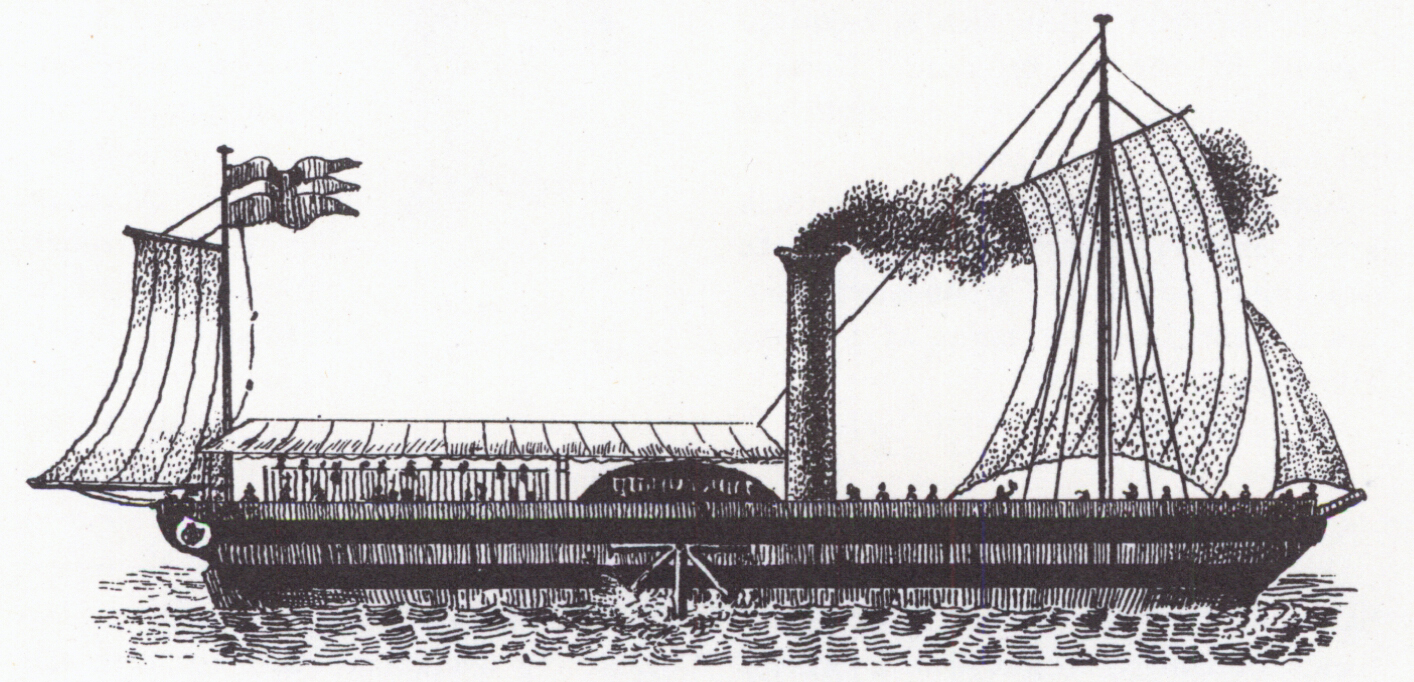
Ångbåten Yngve Frey, i trafik på Mälaren 1821–1851 på rutten Stockholm–Strängnäs–Västerås–Arboga.

Romanen Det går an, som först publicerades 1839, blev den yttre orsaken till den sociala förföljelsen mot Almqvist, vilken än mer försvårade hans existenskamp. Han brännmärktes i den allmänna opinionen som osedlighetsförfattare och hans uttalanden och syften förvrängdes och misstänkliggjordes. Boken handlar om hur sergeanten Albert och glasmästardottern Sara Videbeck på en färd med ångbåten Yngve Frey mellan Stockholm och Arboga (hon på väg till Lidköping) förälskar sig i varandra. Istället för att gifta sig kräver Sara att de skall leva i ett jämlikt äktenskap utan formell vigsel och utan delad egendom (det vi idag kallar ett särboförhållande). 
En hel litteratur uppstod med anledning av Det går an, en litteratur som nästan uteslutande angrep Almqvist. Till denna "det-går-an-litteratur" hör bland annat Det går an. Fortsättning (av J. V. Snellman, 1840), Sara Widebeck. En tafla ur lifvet, af -e. Fortsättning till Det går an N:o 1 och Det går an N:o 2 (av August Blanche, 1840), Månne det går an? (av Malla Silfverstolpe, 1840) och Törnrosens bok. Nemligen den äkta och veritabla (av V. F. Palmblad, 1840), en humoristisk granskning i novellform av Almqvists hela författarskap.

### 1840-talsromanerna
Efter Det går an kom två stora romaner, Amalia Hillner (1840) och Gabrièle Mimanso (1841–1842), den förra förlagd till det samtida Sverige, den senare till Paris under Ludvig Filips regering; Tre fruar i Småland (1842–1843) skildrar svenskt landsortsliv med älskvärd optimism och uttalar åter Almqvists tankar om brottslingar och brottets mysterium; Smaragdbruden (1845), Syster och bror (1847) och Herrarne på Ekolsund (1847), med sitt i det oändliga invecklade intrigspel, har av flera bedömare uppfattats som tecken på avmattning och frukter av ett jäktat arbete för brödet.

### Sakprosa
Av Almqvists avhandlingar är särskilt att uppmärksamma: Om enheten af epism och dramatism. En aning om den poetiska fugan (i "Hermes" 1821), Undersökning om huvudskillnaden mellan de gamles vitterhet och de nyares , Några drag (båda i "Skandia", 1833–1834), Om det Hela (ibid. 1836), Om svenska uppfostringsväsendet (1840) samt framför allt samlingsboken C. J. L. Almquist. Monografi (1844–1845), vilken föranleddes av Almqvists strider med Uppsala domkapitel. Denna myndighet gav nämligen i juni 1840 en varning åt Almqvist på grund av den året förut utgivna Det går an, såsom vådlig för sedligheten, och den gäckande framställningen av Paulus (i Marjam). Paulus framställs där som en "vansinnigt jollrande person". Almqvist svarade 29 juli samma år, och domkapitlet avgav förklaring över svaret 29 april 1841. Efter kallelse att personligen inställa sig i kapitlet infann sig Almqvist 2 november 1842, då 12 frågor rörande hans tänkesätt framställdes till honom. Almqvist svarade skriftligt 25 november, men kapitlet var icke nöjt härmed, utan framställde åter (16 jan. 1843) tre frågor, som Almqvist besvarade 18 februari. Meningen var att anställa en religionsprocess mot Almqvist, men den förhindrades, och man nöjde sig med att Almqvist förpliktade sig att avge en ny förklaring om sin avsikt att framgent hålla prästeden. Större delen av de mellan domkapitlet och Almqvist växlade handlingarna är intagna i Monografin, som därjämte innehåller Hufvudpunkterna inom religionens, statens och konstens område och Serskilda uppsatser. 
Almqvists fiende Erik Fahlcrantz skrev 
C.J.L.  Almqvist såsom författare i allmänhet och såsom theolog isynnerhet skärskådad (1845–1846) om rättegången. Anekdoter såsom bidrag till Guldmakeriets Historia utgavs efter Almqvists död (1867). Vidare märks hans läroböcker, av vilka flera under lång tid varit mycket använda: Allmän Språklära (1829; 2:a uppl. 1835), Svensk Rättstafnings-Lära (1829; 20:e upplagan 1881), Räknekonst för Begynnare (1832; 5:e upplagan 1851), Svensk språklära (1832; 4:e uppl. 1854), Lärobok i Geometrien (1833; 4:e upplagan 1853), Grekisk Språklära (1837), Praktisk lärobok i Franska Språket (1838), Menniskoslägtets Saga, eller Allmänna Werldshistorien förenad med Geografi, I (1839). Ordbok öfver Svenska Språket i dess närvarande skick (A-Brand utkom 1842–1844) är ett vittnesbörd om betydande förmåga även på detta område; särskilt är förordet märkligt. Utom de musikaliska partierna i Törnrosens bok utgav Almqvist 1847–1848 elva häften Fria fantasier för piano-forte. Härtill kommer ett högst betydligt antal tidningsuppsatser, av vilka omkring 200 är kända. Flera av hans arbeten är översatta till danska, finska, holländska och tyska. Den utförligaste bibliografin över Almqvist finns i Johan Axel Almquists Almquistiana (1892).

### Utgivning
Bonniers förvärvade 1873 förlagsrättigheterna till Almqvists verk av dennes barn för 1000 riksdaler riksmynt. Detta resulterade i en utgåva Valda skrifter i fyra delar 1874–1875 under redaktion av Albert Lysander, som kompletterades 1878 av Strödda skrifter. 
Valda skrifter i en utgåva med två serier: Törnrosens bok och Valda romaner, utkom 1902–1906 i urval av Ruben G:son Berg. 
En planerad fullständig utgivning av Almqvists samlade skrifter påbörjades av Bonniers 1920 under redaktion av Fredrik Böök. Utgåvan skulle omfatta 32 band, men det projektet avbröts i förtid 1938, då 21 volymer hade publicerats.
År 1993 påbörjades utgivningen av Almqvists samlade verk, ett samarbete mellan Svenska Vitterhetssamfundet och Almqvistsällskapet. Utgåvan är indelad i en huvudserie om 33 volymer och fyra underserier: II Journalistik, III Otryckta verk, IV Brev och V Läroböcker (faksimiltryck).

## Politiska och estetiska uppfattningar
En så omfattande litterär verksamhet, som denna mångfald arbeten visar, förutsätter en utomordentlig arbetsförmåga och, i fråga om de vittra verken, en lika uthållig som uppfinningsrik fantasi. Näppeligen torde någon svensk skald före Almqvist eller samtidig med honom ha skapat ett så stort antal typer och figurer eller haft en så vid intressesfär och sysslat med så många diktarter. Under sina ständiga resor runt ikring i Sverige begagnade Almqvist varje tillfälle att skaffa sig kännedom om olika livsförhållanden och levnadsyrken liksom om naturen och om karaktärer; han kompletterade sina bokliga studier med verklighetsundersökningar. Almqvists framstegsidéer har i många fall tagits upp av senare reformatorer.  
Han ansåg arbetarklassens framryckning såsom lika rättvis och nödvändig som tredje ståndets hundra år förut; hans politiska ståndpunkt var allmän rösträtt för alla myndiga och en bildningscensus för valbarhet. På rättsskipningens och fångvårdens områden verkade han för en humanare behandling av fångar och ett mer psykologiskt bedömande av de brottsliga. Vidare förordade han ökade medborgerliga rättigheter åt judarna samt angrep nationalhatet och kriget. I pedagogiken yrkade han på, att undervisningen först och främst skulle försöka uppväcka självverksamhet hos lärjungarna; latin och grekiska borde läsas endast för de respektive litteraturernas skull; han förordade ämnesläsning och fri flyttning framför klassundervisning, önskade sammanslagning av gymnasium och nederskola, upprättande av folkhögskolor och lärarseminarium. De bägge universiteten i landet borde sammanslås till ett enda i Stockholm, professorerna borde befrias från examina, akademisk jurisdiktion och patriarkalbestyr och få ägna sig mera åt vetenskapligt arbete. 

### Syn på äktenskapet
Mest uppseendeväckande blev Almqvists reformprogram i fråga om äktenskapet. I detta liksom i flera andra hänseenden påverkades Almqvist av Thorild och Swedenborg, men personliga intryck har också ansetts spela in. Han ansåg, att hans föräldrars olyckliga samliv var orsaken till hans egen disharmoni, den slitande dualismen i hans eget väsen, och han talar om olyckan i att barn föds "utan andlig, verklig och hjärtlig kärlek mellan föräldrarna, hvarigenom de arma varelserna framkomma dåliga till själfva väsendets innehåll." "Man hänger sedelförfalskare, men den, som af tusen andra orsaker, men ej af kärlek, förenar sig med en person, den han icke älskar, och sålunda bildar en oduglig huslig krets, månne icke den begår ett brott, hvars egen storhet och hvars oberäkneliga följder öfver samtid och eftervärld sprida långt förfärligare olyckor än förfalskandet af millioner sedlar?", skriver Almqvist redan som ung. Han betraktade den äkta kärleken som den enda sedliga grunden för äktenskapet, den enda förutsättningen för makarnas lycka och barnens väl. Fanns inte denna kärlek, kunde ingen vigsel göra två makars samliv sedligt, varemot ingen vigsel var behövlig för att ge helgd åt ett förhållande, där villkoret var uppfyllt. 
Livets högsta lycka och bästa innehåll såg Almqvist i den djupa inre överensstämmelse, himmelska trohet och själarnas sammangjutning till ett, såsom han skildrar det rätta kärleksförhållandet mellan två individer. Det förfärliga i ett olyckligt äktenskap,
den fruktansvärda olyckan i att vigseln kan bli en sammankedjning av omaka makar, framhåller Almqvist. Därför blev han också en varm förkämpe för kvinnofrigörelsen. Han påyrkade, i fråga om kvinnans uppfostran och rättsliga ställning, att hon skulle få lära sig ett yrke och att hennes oberoende och rätt till självförsörjning skulle tryggas, så att hon inte för utkomstens skull ingick eller stannade kvar i äktenskap med en man, vilken hon inte älskade. Den kritik som riktades mot Almqvist, då han uttalat dylika åsikter, blev egentligen stark först vid utgivandet av Det går an (1839), medan Amorina passerade nästan oanmärkt. Almqvist upplevde ofta att han hämmades av det ekonomiska betrycket, de ofta olidliga yttre missförhållanden, under vilka han verkade. Hans ständiga klagan är, att han inte har en oberoende ställning, så att han kan få författa endast "stora, sublima, vackra saker", och att han inte har tillfälle att ansa och i ro fullborda vad han skriver.

### Estetik
Almqvist behärskade de mest olika stilarter och framhöll, att fullkomlighet i stil betyder den yttersta grad av nyansering allt efter ämnet, att ojämnhet, blandning av högt och lågt, skiftning i klang och kolorit måste äga rum, om framställningen skall återge sanna och lärorika tavlor ur det mänskliga livet, där upphöjt och lågt ständigt växlar. Själv drev han denna stilnyansering mycket långt och överträffar i mångsidighet alla andra svenska författare. Motsatser ställer han vid varandras sida för att nå förhöjd verkan, parallellismer och tautologier används i rikt mått för att väcka eller stegra en stämning. Bildvalet är omsorgsfullt. 
Påfallande är hans synestetiska läggning, som låtit de mest subjektiva förnimmelser få uttryck i hans dikt. Över huvud taget vänder sig hans språk framför allt till de yttre sinnena, söker ge välklang för örat, harmoniska tavlor för ögat och försmår ej att även söka skildra dofter. De konventionella indelningarna i olika skaldeslag, de fastställda skillnaderna mellan olika konstområden ville Almqvist spränga. 
Almqvist var optimist i sin uppfattning av människonaturens förmåga att av sig själv nå fram till enhet och sanning.  Han var redan färdig med en god del av sitt författarskap, liksom med sin livsåskådning, innan de nyfranska författare han sedermera i så hög grad beundrade (Victor Hugo, Balzac m.fl.) uppträtt med de arbeten, som gjorde dem berömda. Däremot visar sig Almqvist från första början påverkad dels av den äldsta romantiken, den engelska - som representeras av mrs Ann Radcliffe, Matthew Gregory Lewis, Charles Robert Maturin och William Godwin - dels av den tyska: Schleglarna (August Wilhelm Schlegel och Friedrich Schlegel), Novalis m.fl., men framför allt Tieck och E.T.A. Hoffmann. 
Från engelsmännen tillägnade han sig det underbara och spännande, stundom rysliga, i skildringen. Det idealistiska och godtyckligt fantastiska draget hos honom fördes till utveckling genom studiet av tyskarna: även ironin, denna de tyska romantikernas kännetecken, upprepas hos Almqvist. Hans senare bekantskap med den nyare franska litteraturen, och särskilt dess socialistiska förgreningar, gav hans skrifter den naturalistiska och revolutionära riktningen. Liksom för Schleiermacher och Novalis blev romantiken för Almqvist religion.

## Tonsättaren
Bland Almqvists vänner fanns flera musiker, bland andra tonsättaren Adolf Fredrik Lindblad. Almqvist var själv autodidakt som tonsättare och hans Fria fantasier för pianoforte (nr 1–26, vol 1–11, 1847–1849) och Songes (för oackompanjerad solosång) är ett slags antites till virtuos musik. Songes var avsedda att framföras vid de ”tableaux vivants” som uppfördes i Malla Silfverstolpes musikaliska salonger. Sångerna spreds i avskrifter under 1830-talet och publicerades i Törnrosens bok 1849. Flera tonsättare har senare satt pianoackompanjemang till Songes, bland andra Knut Håkansson och Lille Bror Söderlundh, men detta måste, enligt Carl-Gunnar Åhlén i Sohlmans musiklexikon, anses strida mot Almqvists estetik. Även melodier för kantele respektive harpa publicerades i Törnrosens bok. Han är representerad med ett självporträtt vid Nationalmuseum i Stockholm.
Fredrika Bremer lärde sig aldrig uppskatta Almqvists skaldebegåvning förrän hon fick höra hans sånger. Då utbrast hon: "Almquist förstår himmelen; han har själv varit där och där hört, vad han säger i toner, i musik. Han har hört himlarnes körer; han har upptecknat dem."

### Originalupplagor
- Försök till Hectors lefnad (Stockholm, 1814) - Anonym.
- Hvad är kärlek? En vigtig fråga, till hvars utredande jag föranleddes genom några reflexioner under mitt sista vistande i Stockholm (Stockholm, 1816) - Anonym.
- Parjumouf Saga ifrån Nya Holland (Stockholm, 1817) - Anonym.
- Grå kappan, eller Bedröflig och mycket angenäm historia om den däjelige prinsen Rosimandro... (Nyköping, 1818) - Anonym.
- Handlingar till upplysning i Manhemsförbundets historia (Stockholm, 1820) - Anonym.
- Om Manhemsförbundets föreslagna organisation : recension af omdömena deröfver : adress till allmänheten (Stockholm, 1821) - Anonym.
- Amorina : den förrykta frökens lefnadslopp och sällsynta bedrifter (Stockholm, 1822) - Anonym. Aldrig färdigtryckt, sannolikt beroende på Ortmans bankrutt som förläggare.
- Förre statdrängen wid Antuna Johan Erik Lindströms i Smedjegårdshäktet dikterade och af en bland hans medfångar upptecknade gudliga tankar och ömma afsked från denna werlden... (Stockholm, 1827) - Anonym.
- Svensk rättstafningslära /(A.) (Stockholm, 1829) - Anonym. Påföljande uppl. dock ej anonyma.
- Tabeller öfver svenska ordens böjningsformer (Stockholm, 1830. - Anonym.
- Linearteckning ämnad att grundlägga och förbereda undervisningen uti mathematik (Stockholm, 1830)
- Hufvudräkningstabeller utgörande inledning till de fyra räknesätten (Stockholm, 1831) - Anonym.
- Fria fantasier, hvilka, betraktade såsom ett helt, af herr Hugo Löwenstjerna stundom kallades Törnrosens bok, stundom En irrande hind. 1-14 (Stockholm, 1832–1851) - Anonymt.
  - 1 : Jaktslottet (Stockholm, 1832) - Anonymt.
  - 2 : 1, Hermitaget ; 2, Vargens dotter (Stockholm, 1833) - Anonymt.
  - 3 : Hinden (Stockholm, 1833) - Anonymt.
  - 4 : Drottningens juvelsmycke (Stockholm, 1834) - Anonymt.
  - 5 : Ramido Marinesco (Stockholm, 1834) - Anonymt.
  - 6 : Baron Julius K* (Stockholm 1835) - Anonymt.
  - 7 : 1, Signora Luna ; 2, Colombine (Stockholm, 1835) - Anonymt.
  - 8 : 1, Återkomsten ; 2, Araminta May ; 3, Urnan (Stockholm, 1838)
  - 9 : 1, Kapellet ; 2, Palatset (Stockholm, 1838) - Anonymt.
  - 10 : 1, Godolphin ; 2, Svenska fattigdomens betydelse ; 3, Skaldens natt (Stockholm, 1838) - Anonymt.
  - 11 : 1, Skällornas qvarn ; 2, Friherrinnan (Stockholm, 1838) - Anonymt.
  - 12 : 1, Herr Hugos akademi ; 2, Hvad är penningen ; 3, Poesi och politik ; 4, Folknöjen ; 5, Storhetens tillbedjan (Stockholm, 1839) - Anonymt.
  - 13 : 1, Målaren ; 2, Prestens ställning (Stockholm, 1840) - Anonymt.
  - 14 : Den sansade kritiken (Stockholm, 1842) Anges felaktigt tryckår: 1851. - Anonymt.

- Räknekonst för begynnare eller praktisk aritmetik (Stockholm, 1832 - Utgavs ytterligare fyra uppl. 1834–1851.
- Svensk språklära till ungdomens tjenst vid lägre och högre läroverk såväl som för enskild undervisning och för äldre personer... (Stockholm, 1832)
- Allmän språklära : ämnad att grundlägga och förbereda undervisningen i de särskilda språken (Stockholm, 1835)
- Grekisk språklära till ungdomens tjenst vid högre och lägre undervisningsverk (Stockholm, 1837)
- Praktisk lärobok i franska språket. D. 1 (Stockholm, 1838)
- Essai sur le caractère principal de la poésie présomptive de l’avenir. : Consist. afh. (Lund, 1838)
- Det går an ; Hvarför reser du? (Stockholm, 1838) - Indragen utgåva. Utgavs anonymt.
- De vita et scriptis Fransisci Rabelaesi : Diss. acad. (Lundae, 1838) - Diss.
- Ryska minnet i Norrköping eller Ryssarnes härjning i Swerige år 1719 berättelse (Upsala, 1839)
- Arbetets ära  (Upsala, 1839) - Senare oförändr. uppl. 1861.
- Det går an : en tafla ur lifvet / af författaren till Törnrosens bok (Stockholm, 1839) - Anonym.
- Menniskoslägtets saga, eller Allmänna werldshistorien förenad med geografi (Stockholm, 1839– )
- Grimstahamns nybygge : berättelse (Upsala, 1839)
- Gustaf Vasa i Dalarne (Upsala, 1839)
- Törnrosens bok : urval. 1-3 (Stockholm, 1839–1850) - Imperialoctavupplagan. Anonymt. Innehåll: Jagtslottet; Skönhetens tårar; Semiramis; Under hoppets träd; Ferrando Bruno; Månsången; Vargens dotter; Björninnan; Ifrån Leonard; Ormus och Ariman; Säg mig, o fader; Isidoros af Tadmor; Marjam; Nyniannes röst; Det doftar i skogen; Uppvaknandet; De sju sångerna; Helsans evangelium; Menniskans stöd; Melia; Svangrottan på Ipsara; Schems-el-Nihar; Arthurs jagt; De två chorerna
- Amalia Hillner : roman. D. 1-2 (Stockholm, 1840) - Anonymt.
- Ladugårdsarrendet : berättelse (Upsala, 1840)
- Om svenska uppfostringsväsendet (Stockholm, 1840)
- Gabrièle Mimanso : sista mordförsöket emot konung Ludvig Filip i Frankrike, hösten 1840 : roman. 1-3 (Stockholm, 1841–1842) - Anonym.
- Tre fruar i Småland : roman / af förf. till Törnrosens bok. 1-3 (Jönköping, 1842–1843) - Anonym.
- Ordbok öfver svenska språket i dess närvarande skick 2 vol. (Örebro, 1842–1844) - Allt som utkommit, omfattar A-Brand.
- C. J. L. Almqvist. : Monografi : samlad och utg. för att lätta öfversigten och bedömandet af vissa bland tidens frågor (Jönköping, 1844)
- De dödas sagor : med ett föregående bref om den skandinaviska Nordens betydelse för Europas fornhistoria / af författaren till Törnrosens bok (Jönköping, 1845) - Anonymt.
- Smaragdbruden : följderna af ett rikt nordiskt arf / af författaren till Törnrosens bok (Norrköping, 1845) - Anonymt.
- Om Skandinavismens utförbarhet : föredrag, hållet i det Skandinaviska Sällskapet den 4 Februarii 1846 (Köpenhamn, 1846)
- Herrarne på Ekolsund : roman från medlet af förra århundradet / af författaren till Törnrosens bok. 1-3 (Stockholm, 1847)
- Syster och bror, en af Stockholms hemligheter : romantiserad berättelse (Norrköping, 1847) - Anonym.
- Kongeriget Sverrigs regenter fra Margaretha til Oscar den Förste / biographierna af rector Almqvist ; portraitterne af lithograph A.M. Petersen (Kjøbenhavn, 1854)
- Anekdoter såsom bidrag till guldmakeriets historia : manuskriptet författadt i S.t Louis, Missouri, i Norra Amerika, men sedermera aflemnadt till Törnrosens bok (Stockholm, 1867)

### Samlade skrifter, utgivna av Svenska vitterhetssamfundet i samarbete med Almqvistsällskapet 1993-
- 1, outgivet
- 2, Tryckta verk 1814-1822. 2017. Libris lwvn7qwkjhv1b6pv. https://litteraturbanken.se/forfattare/AlmqvistCJL/titlar/SamladeVerk2/info
- 3, Estetiska, filosofiska och akademiska avhandlingar 1831-1838. 2010. Libris 18150751. ISBN 9789172301566. http://litteraturbanken.se/forfattare/AlmqvistCJL/titlar/SamladeVerk3/info
- 4, Amorina  : den förrykta frökens lefnadslopp och sällsynta bedrifter. 2002. Libris 12053353. http://litteraturbanken.se/forfattare/AlmqvistCJL/titlar/SamladeVerk4/info
- 5, Törnrosens bok Bd 1-3. 2003. Libris 12053434. http://litteraturbanken.se/forfattare/AlmqvistCJL/titlar/SamladeVerk5/info
- 6, Törnrosens bok  : duodesupplagan. Bd 4 Drottningens juvelsmycke (1834). 2002. Libris 12053441. http://litteraturbanken.se/forfattare/AlmqvistCJL/titlar/SamladeVerk6/info
- 7, Törnrosens bok  : duodesupplagan, Bd 5-7. 1998. Libris 12053503. http://litteraturbanken.se/forfattare/AlmqvistCJL/titlar/SamladeVerk7/info
- 8, Törnrosens bok  : duodesupplagan, Bd 8-11. 1996. Libris 10916482. http://litteraturbanken.se/forfattare/AlmqvistCJL/titlar/SamladeVerk8/info
- 9, Törnrosens bok  : duodesupplagan, Bd 12-14. 1997. Libris 10916521. http://litteraturbanken.se/forfattare/AlmqvistCJL/titlar/SamladeVerk9/info
- 10, outgivet
- 11, outgivet
- 12, outgivet
- 13, outgivet
- 14, Törnrosens bok Bd 3 :1. 2005. Libris 13455361. http://litteraturbanken.se/forfattare/AlmqvistCJL/titlar/SamladeVerk14/info
- 15, outgivet
- 16, Om svenska uppfostringsväsendet. 2007. Libris 18150768. ISBN 9789172301375. http://litteraturbanken.se/forfattare/AlmqvistCJL/titlar/SamladeVerk16/info
- 17, Ordbok öfver svenska språket i dess närvarande skick. 2013. Libris 14745732. http://litteraturbanken.se/#!forfattare/AlmqvistCJL/titlar/SamladeVerk17/info/faksimil
- 18, Amorina eller Historien om de fyra. 2000. Libris 11194387. http://litteraturbanken.se/forfattare/AlmqvistCJL/titlar/SamladeVerk18/info
- 19, Menniskoslägtets saga, eller Allmänna werldshistorien förenad med geografi. D. 1 Det stora Asien, eller det inre och egentliga Österlandet, i äldre och nyare tider. 2002. Libris 11194416. http://litteraturbanken.se/forfattare/AlmqvistCJL/titlar/SamladeVerk19/info
- 20, outgivet
- 21, Det går an ; Hvarför reser du?. 1993. Libris 10910442. http://litteraturbanken.se/forfattare/AlmqvistCJL/titlar/SamladeVerk21/info
- 22, Det går an. 2011. Libris v54xh0slsgwwg5jz. https://litteraturbanken.se/forfattare/AlmqvistCJL/titlar/SamladeVerk22/info
- 23, Amalia Hillner. 1995. Libris 10916471. http://litteraturbanken.se/forfattare/AlmqvistCJL/titlar/SamladeVerk23/info

- 25, Tre fruar i Småland. 1998. Libris 11335358. http://litteraturbanken.se/forfattare/AlmqvistCJL/titlar/SamladeVerk25/info
- 26, C.J.L. Almqvist. Monografi. 1995. Libris 10916467. http://litteraturbanken.se/forfattare/AlmqvistCJL/titlar/SamladeVerk26/info
- 27, Smaragdbruden  : följderna af ett rikt nordiskt arf. 2001. Libris 12054011. http://litteraturbanken.se/forfattare/AlmqvistCJL/titlar/SamladeVerk27/info
- 28, outgivet
- 29, Syster och bror  : en af Stockholms hemligheter. 1999. Libris 12054126. http://litteraturbanken.se/forfattare/AlmqvistCJL/titlar/SamladeVerk29/info
- 30, Herrarne på Ekolsund, D. 1-2. 1997. Libris 10916529. http://litteraturbanken.se/forfattare/AlmqvistCJL/titlar/SamladeVerk30/info
- 31, Herrarne på Ekolsund, D. 3. 1997. Libris 10916524. http://litteraturbanken.se/forfattare/AlmqvistCJL/titlar/SamladeVerk31/info

#### Otryckta verk
- Serie 3. Otryckta verk. 1, Otryckta verk 1806-1817. 2006. Libris 18150786. ISBN 9172301260. http://litteraturbanken.se/forfattare/AlmqvistCJL/titlar/SamladeVerkIII-1/info
- Serie 3. Otryckta verk. 2, Karmola. 2010. Libris 18150754. ISBN 9789172301535. http://litteraturbanken.se/forfattare/AlmqvistCJL/titlar/SamladeVerkIII-2/info
- Serie 3. Otryckta verk. 3, Murnis : idyllion. 2018. Libris gqh4l6bpdl765n2b. https://litteraturbanken.se/f%C3%B6rfattare/AlmqvistCJL/titlar/SamladeVerkIII-3/sida/III/faksimil
- Serie 3. Otryckta verk. 7, Om Svenska Rim. Bok 1-5. 2013. Libris 14710821. ISBN 9789172301696. https://litteraturbanken.se/f%C3%B6rfattare/AlmqvistCJL/titlar/SamladeVerkIII-7/sida/III/faksimil

### Övriga samlade skrifter, samlade verk och urvalsutgåvor
- Valda skrifter / af C. J. L. Almqvist ; ordnade och utgifna af A. Th. Lysander. [1]-5 (Stockholm, 1874–1878)
- Strödda skrifter 1814–1846: i urval ånyo utgifna (Stockholm, 1878)
- Valda romaner / i urval utg. af Ruben G:son Berg. 1-6 (Valda skrifter af C.J.L. Almqvist) (Stockholm, 1903–1906)
- Törenrosens bok / [utg. av Ruben G:son Berg]. 1-6 (Valda skrifter af C.J.L. Almqvist) (Stockholm, 1902–1905)
- Otryckta ungdomsarbeten / utg. af R. G:son Berg (Uppsala, 1906) - Ur: Samlaren.
- Samlade skrifter: första fullständiga upplagan, med inledningar, varianter och anmärkningar / under redaktion av Fredrik Böök ; utgiven av Olle Holmberg... D. 1-10, 12-17, 23-25, 28-29 (Stockholm, 1920–1938)
- Dikter i landsflykt / i urval utgivna jämte en inledning om Almqvistkatastrofen av Erik Gamby (Uppsala, 1956)
- Om poesi i sak till åtskillnad ifrån poesi i blott ord / af Carl Jonas Love Almqvist ; [med förord av Erik Gamby] (Bokgillets småskrifter, [ISSN: 99-0662749-2 ;] Nr 1) (Uppsala, 1959)
- Murnis eller De dödas sagor / Carl Jonas Love Almqvist ; utg. av Erik Gamby (Bokgillets klassikerserie, [ISSN: 99-0853562-5 ;] Nr 7) (Uppsala, 1960)
- Hvad är en tourist? : brev och korrespondenser från en utrikes resa / Carl Jonas Love Almqvist ; med inledning och kommentarer utgivna av Kurt Aspelin (Göteborg, 1961)
- Tyskiaden (Uppsala, 1961)
- Brev 1803–1866: ett urval med inledning och kommentarer av Bertil Romberg (Stockholm, 1968)
- Armodets son: dikter från landsflykten / Carl Jonas Love Almqvist ; i urval av Folke Isaksson (FIB:s Lyrikklubbs bibliotek, [ISSN: 0425-5232 ;] Nr 160) (Stockholm, 1972)
- "Det går en åska genom tidevarvet": pamfletter och polemik / Carl Jonas Love Almquist ; urval av Folke Isaksson (Stockholm, 1972)
- Sesemana / Carl Jonas Love Almqvist; utg. av Per Mårtenson ; efterskrift: Folke Isaksson (Stockholm, 1983)
- Journalistik / C J L Almqvist; urval, inledning och kommentarer av Bertil Romberg. 1-2 (Hedemora, 1989)
- Samlade verk / C.J.L. Almqvist ; [huvudredaktör: Petra Söderlund; biträdande huvudredaktör: Johan Svedjedal]. 27 vol. hittills utgivna (Stockholm, 1993– ). Pågående textkritisk utgivning som initierades av Almqvistsällskapet och sköts av Svenska Vitterhetssamfundet. För detaljer om utgivningen, se katalog över Svenska Vitterhetssamfundets utgivning. Delarna publiceras i fulltext på Litteraturbanken.
- Skrifter. Hedemora: Gidlunds förlag, i samarbete med Svenska Vitterhetssamfundet. 1993–2003. Denna modernt stavade urvalsutgåva utkom synkroniserat med Samlade verk
- Carl Jonas Love Almqvist i Amerika / sammanställd av Lars Krumlinde (Stockholm, 1987)
- Carl Jonas Love Almqvist: konstnären, journalisten, pedagogen: föreläsningar och essäer / utgivna av Almqvistsällskapet ; redigerad av Roland Lysell och Britt Wilson Lohse (Almqviststudier, [ISSN: 1402-1285 ;] Nr 1) (Hedemora, 1996)

## Musikverk

### Instrumentalmusik
- Ojans melodi för kantele(i Sviavigamal, Törnrosens Bok, imperialoktavupplagan II, 1849.)
- Niakuns polska för harpa (Sviavigamal, Törnrosens Bok, imperialoktavupplagan II, 1849.)
- Musikstycke i Eb-dur. Senare arrangerad för stråkkvartett av Bauck.[38]

### Pianoverk
- Månsången, Ifrån Leonard, Nyniannes Röst och Det doftar i Skogen, (Törnrosens Bok, imperialoktavupplagan I, 1839.)
- Fria Fantasier. 12 häften med 26 kompositioner, utgivna 1847−1848.[39]
- Zingari-Fest och Slutet (Törnrosens Bok, imperialoktavupplagan II, 1849=).[38]
- Balduins Riddare (Teater och Musik, 1876.)
- Pianofantasier i manuskript, MTB och NMA.

### Vokalmusik
- Tintomaras Sång, (Drottningens Juvelsmycke, Törnrosens Bok, duodesupplagan IV, 1834)
- Månsången, Björninnan, Fader, o säg mig − , Uppvaknandet, De sju Sångerna under Tälten, Melia, Arthurs Jagt och De två Chorerna (Törnrosens Bok, imperialoktavupplagan I, 1839.)
- Songes, 46 sånger för 1−4 stämmor a cappella och 4 sånger med klaver (Törnrosens Bok, imperialoktavupplagan II, 1849)
  - Songes (1849), härur finns på Wikisource texten till Om bland tusen stjärnor, Marias häpnad och Den lyssnande Maria
- Namnsdags-Quäde (tryckt i Samlaren, 1924)